# Liga Mistrzów w piłce siatkowej (2003/2004)
Liga Mistrzów siatkarzy 2003/2004 (oficjalna nazwa: Indesit European Champions League 2003/2004) - 4. sezon Ligi Mistrzów rozgrywanej od 2000 roku (45. turniej ogólnie, wliczając Puchar Europy Mistrzów Krajowych), organizowanej przez Europejską Konfederację Piłki Siatkowej (CEV) w ramach europejskich pucharów dla 20 męskich klubowych zespołów siatkarskich "starego kontynentu". 
Turniej finałowy rozegrany został w dniach 27-28 marca w rosyjskim Biełgorodzie.

## Drużyny uczestniczące
| Państwo             | Drużyna                               |
| ------------------- | ------------------------------------- |
| Austria             | aon hotVolleys Wiedeń (L1 + P1)       |
| Belgia              | Noliko Maaseik (L1 + P1)              |
| Belgia              | Knack Roeselare (L2)                  |
| Bułgaria            | Lewski Sikonko Sofia (L1 + P1)        |
| Czechy              | VK Dukla Liberec (L1)                 |
| Estonia             | ESS Falck Pärnu (L1 + P1)             |
| Francja             | Paris Volley (L1)                     |
| Francja             | Tours VB (L2 + P1)                    |
| Grecja              | Olympiakos SFP (L1)                   |
| Grecja              | GS Iraklis (L2)                       |
| Hiszpania           | Unicaja Almería (L1)                  |
| Niemcy              | SCC Berlin (L1)                       |
| Niemcy              | VfB Friedrichshafen (L3 + P1)         |
| Polska              | Mostostal-Azoty Kędzierzyn-Koźle (L1) |
| Polska              | Pamapol AZS Częstochowa (L2)          |
| Rosja               | Lokomotiw-Biełogorje Biełgorod (L1)   |
| Rosja               | Iskra Odincowo (L2 + P1)              |
| Serbia i Czarnogóra | Crvena zvezda Belgrad (L1)            |
| Włochy              | Sisley Treviso (L1)                   |
| Włochy              | Lube Banca Marche Macerata (L3 + P1)  |

## Rozgrywki

### Faza grupowa

#### Grupa A
Tabela
| Lp. | Drużyna                 | Pkt | Mecze | Mecze | Mecze | Sety | Sety | Sety  | Małe punkty | Małe punkty | Małe punkty |
| Lp. | Drużyna                 | Pkt | M     | W     | P     | wyg. | prz. | ratio | zdob.       | str.        | ratio       |
| --- | ----------------------- | --- | ----- | ----- | ----- | ---- | ---- | ----- | ----------- | ----------- | ----------- |
| 1   | Sisley Treviso          | 12  | 6     | 6     | 0     | 18   | 5    | 3.600 | 549         | 454         | 1.209       |
| 2   | Olympiakos SFP          | 10  | 6     | 4     | 2     | 12   | 10   | 1.200 | 501         | 480         | 1.044       |
| 3   | Pamapol AZS Częstochowa | 7   | 6     | 1     | 5     | 9    | 15   | 0.600 | 497         | 528         | 0.941       |
| 4   | SCC Berlin              | 7   | 6     | 1     | 5     | 8    | 17   | 0.471 | 511         | 596         | 0.857       |

Źródło: cev.lu
Zasady ustalania kolejności: 1. liczba zdobytych punktów; 2. wyższy stosunek setów; 3. wyższy stosunek małych punktów.
Punktacja: zwycięstwo – 2 pkt; porażka – 1 pkt
Wyniki spotkań
| Data       | Godz. | Drużyna 1               | Wynik | Drużyna 2               | 1     | 2     | 3     | 4     | 5     | Widzów | * |
| ---------- | ----- | ----------------------- | ----- | ----------------------- | ----- | ----- | ----- | ----- | ----- | ------ | - |
| 10.12.2003 | 19:00 | SCC Berlin              | 3:2   | Pamapol AZS Częstochowa | 22:25 | 25:23 | 23:25 | 25:22 | 15:13 | 2100   |   |
| 10.12.2003 | 18:30 | Olympiakos SFP          | 0:3   | Sisley Treviso          | 17:25 | 10:25 | 22:25 |       |       | 300    |   |
|            |       |                         |       |                         |       |       |       |       |       |        |   |
| 17.12.2003 | 20:30 | Sisley Treviso          | 3:1   | SCC Berlin              | 27:25 | 21:25 | 25:16 | 25:14 |       | 500    |   |
| 17.12.2003 | 16:30 | Pamapol AZS Częstochowa | 2:3   | Olympiakos SFP          | 26:24 | 17:25 | 22:25 | 27:25 | 5:15  | 2500   |   |
|            |       |                         |       |                         |       |       |       |       |       |        |   |
| 14.01.2004 | 19:00 | SCC Berlin              | 1:3   | Olympiakos SFP          | 22:25 | 26:28 | 25:18 | 17:25 |       | 2000   |   |
| 14.01.2004 | 16:30 | Pamapol AZS Częstochowa | 1:3   | Sisley Treviso          | 25:15 | 16:25 | 21:25 | 16:25 |       | 3000   |   |
|            |       |                         |       |                         |       |       |       |       |       |        |   |
| 20.01.2004 | 20:30 | Sisley Treviso          | 3:1   | Pamapol AZS Częstochowa | 23:25 | 25:19 | 25:16 | 25:21 |       | 650    |   |
| 21.01.2004 | 18:30 | Olympiakos SFP          | 3:1   | SCC Berlin              | 31:33 | 25:20 | 25:11 | 25:21 |       | 300    |   |
|            |       |                         |       |                         |       |       |       |       |       |        |   |
| 28.01.2004 | 18:30 | Olympiakos SFP          | 3:0   | Pamapol AZS Częstochowa | 25:22 | 25:14 | 25:22 |       |       | 450    |   |
| 28.01.2004 | 19:00 | SCC Berlin              | 2:3   | Sisley Treviso          | 22:25 | 22:25 | 25:23 | 27:25 | 9:15  | 2400   |   |
|            |       |                         |       |                         |       |       |       |       |       |        |   |
| 04.02.2004 | 20:30 | Sisley Treviso          | 3:0   | Olympiakos SFP          | 25:23 | 25:21 | 25:17 |       |       | 600    |   |
| 04.02.2004 | 16:30 | Pamapol AZS Częstochowa | 3:0   | SCC Berlin              | 25:8  | 25:23 | 25:10 |       |       | 2500   |   |

#### Grupa B
Tabela
| Lp. | Drużyna               | Pkt | Mecze | Mecze | Mecze | Sety | Sety | Sety  | Małe punkty | Małe punkty | Małe punkty |
| Lp. | Drużyna               | Pkt | M     | W     | P     | wyg. | prz. | ratio | zdob.       | str.        | ratio       |
| --- | --------------------- | --- | ----- | ----- | ----- | ---- | ---- | ----- | ----------- | ----------- | ----------- |
| 1   | Paris Volley          | 12  | 6     | 6     | 0     | 18   | 5    | 3.600 | 553         | 470         | 1.177       |
| 2   | Knack Roeselare       | 10  | 6     | 4     | 2     | 15   | 7    | 2.143 | 516         | 487         | 1.060       |
| 3   | Unicaja Almería       | 8   | 6     | 2     | 4     | 7    | 16   | 0.438 | 488         | 530         | 0.921       |
| 4   | Crvena zvezda Belgrad | 6   | 6     | 0     | 6     | 6    | 18   | 0.333 | 509         | 579         | 0.879       |

Źródło: cev.lu
Zasady ustalania kolejności: 1. liczba zdobytych punktów; 2. wyższy stosunek setów; 3. wyższy stosunek małych punktów.
Punktacja: zwycięstwo – 2 pkt; porażka – 1 pkt
Wyniki spotkań
| Data       | Godz. | Drużyna 1             | Wynik | Drużyna 2             | 1     | 2     | 3     | 4     | 5     | Widzów | * |
| ---------- | ----- | --------------------- | ----- | --------------------- | ----- | ----- | ----- | ----- | ----- | ------ | - |
| 09.12.2003 | 20:30 | Paris Volley          | 3:1   | Crvena zvezda Belgrad | 25:16 | 25:17 | 23:25 | 25:19 |       | 1400   |   |
| 11.12.2003 | 20:30 | Unicaja Almería       | 1:3   | Knack Roeselare       | 17:25 | 20:25 | 25:17 | 27:29 |       | 1100   |   |
|            |       |                       |       |                       |       |       |       |       |       |        |   |
| 17.12.2003 | 20:30 | Knack Roeselare       | 1:3   | Paris Volley          | 25:22 | 21:25 | 18:25 | 20:25 |       | 1987   |   |
| 17.12.2003 | 18:00 | Crvena zvezda Belgrad | 2:3   | Unicaja Almería       | 25:23 | 25:21 | 19:25 | 34:36 | 5:15  | 1500   |   |
|            |       |                       |       |                       |       |       |       |       |       |        |   |
| 14.01.2004 | 19:00 | Paris Volley          | 3:0   | Unicaja Almería       | 25:19 | 25:17 | 25:21 |       |       | 300    |   |
| 14.01.2004 | 18:00 | Crvena zvezda Belgrad | 0:3   | Knack Roeselare       | 20:25 | 16:25 | 24:26 |       |       | 800    |   |
|            |       |                       |       |                       |       |       |       |       |       |        |   |
| 21.01.2004 | 20:30 | Knack Roeselare       | 3:0   | Crvena zvezda Belgrad | 28:26 | 27:25 | 25:19 |       |       | 1789   |   |
| 22.01.2004 | 20:30 | Unicaja Almería       | 0:3   | Paris Volley          | 19:25 | 12:25 | 23:25 |       |       | 1630   |   |
|            |       |                       |       |                       |       |       |       |       |       |        |   |
| 29.01.2004 | 20:30 | Unicaja Almería       | 3:2   | Crvena zvezda Belgrad | 22:25 | 22:25 | 25:19 | 25:22 | 15:10 | 950    |   |
| 27.01.2004 | 20:30 | Paris Volley          | 3:2   | Knack Roeselare       | 22:25 | 25:20 | 25:23 | 25:27 | 15:10 | 900    |   |
|            |       |                       |       |                       |       |       |       |       |       |        |   |
| 04.02.2004 | 20:30 | Knack Roeselare       | 3:0   | Unicaja Almería       | 25:20 | 25:22 | 25:17 |       |       | 1950   |   |
| 04.02.2004 | 18:00 | Crvena zvezda Belgrad | 1:3   | Paris Volley          | 18:25 | 25:17 | 24:26 | 26:28 |       | 750    |   |

#### Grupa C
Tabela
| Lp. | Drużyna                        | Pkt | Mecze | Mecze | Mecze | Sety | Sety | Sety  | Małe punkty | Małe punkty | Małe punkty |
| Lp. | Drużyna                        | Pkt | M     | W     | P     | wyg. | prz. | ratio | zdob.       | str.        | ratio       |
| --- | ------------------------------ | --- | ----- | ----- | ----- | ---- | ---- | ----- | ----------- | ----------- | ----------- |
| 1   | GS Iraklis                     | 11  | 6     | 5     | 1     | 16   | 7    | 2.286 | 551         | 479         | 1.150       |
| 2   | Lokomotiw-Biełogorje Biełgorod | 11  | 6     | 5     | 1     | 15   | 7    | 2.143 | 496         | 465         | 1.067       |
| 3   | Lube Banca Marche Macerata     | 8   | 6     | 2     | 4     | 12   | 13   | 0.923 | 539         | 546         | 0.987       |
| 4   | VK Dukla Liberec               | 6   | 6     | 0     | 6     | 2    | 18   | 0.111 | 411         | 507         | 0.811       |

Źródło: cev.lu
Zasady ustalania kolejności: 1. liczba zdobytych punktów; 2. wyższy stosunek setów; 3. wyższy stosunek małych punktów.
Punktacja: zwycięstwo – 2 pkt; porażka – 1 pkt
Lokomotiw-Biełgorie Biełgorod jako gospodarz Final Four nie brał udziału w fazie play-off.
Wyniki spotkań
| Data       | Godz. | Drużyna 1                      | Wynik | Drużyna 2                      | 1     | 2     | 3     | 4     | 5     | Widzów | * |
| ---------- | ----- | ------------------------------ | ----- | ------------------------------ | ----- | ----- | ----- | ----- | ----- | ------ | - |
| 09.12.2003 | 20:30 | Lube Banca Marche Macerata     | 1:3   | GS Iraklis                     | 23:25 | 20:25 | 25:22 | 18:25 |       | 1000   |   |
| 09.12.2003 | 19:30 | VK Dukla Liberec               | 0:3   | Lokomotiw-Biełogorje Biełgorod | 16:25 | 15:25 | 20:25 |       |       | 700    |   |
|            |       |                                |       |                                |       |       |       |       |       |        |   |
| 17.12.2003 | 18:00 | Lokomotiw-Biełogorje Biełgorod | 3:1   | Lube Banca Marche Macerata     | 20:25 | 25:20 | 25:20 | 25:20 |       | 4490   |   |
| 17.12.2003 | 18:30 | GS Iraklis                     | 3:0   | VK Dukla Liberec               | 25:23 | 25:23 | 25:13 |       |       | 300    |   |
|            |       |                                |       |                                |       |       |       |       |       |        |   |
| 13.01.2004 | 20:30 | Lube Banca Marche Macerata     | 3:0   | VK Dukla Liberec               | 25:23 | 25:20 | 25:19 |       |       | 1610   |   |
| 14.01.2004 | 18:30 | GS Iraklis                     | 3:0   | Lokomotiw-Biełogorje Biełgorod | 25:17 | 25:18 | 25:12 |       |       | 1650   |   |
|            |       |                                |       |                                |       |       |       |       |       |        |   |
| 21.01.2004 | 18:00 | Lokomotiw-Biełogorje Biełgorod | 3:1   | GS Iraklis                     | 25:23 | 25:21 | 21:25 | 25:18 |       | 5150   |   |
| 21.01.2004 | 16:30 | VK Dukla Liberec               | 1:3   | Lube Banca Marche Macerata     | 21:25 | 25:23 | 15:25 | 15:25 |       | 1000   |   |
|            |       |                                |       |                                |       |       |       |       |       |        |   |
| 28.01.2004 | 16:30 | VK Dukla Liberec               | 1:3   | GS Iraklis                     | 19:25 | 25:21 | 36:38 | 20:25 |       | 800    |   |
| 27.01.2004 | 20:30 | Lube Banca Marche Macerata     | 2:3   | Lokomotiw-Biełogorje Biełgorod | 25:20 | 21:25 | 23:25 | 25:23 | 10:15 | 2750   |   |
|            |       |                                |       |                                |       |       |       |       |       |        |   |
| 04.02.2004 | 18:00 | Lokomotiw-Biełogorje Biełgorod | 3:0   | VK Dukla Liberec               | 25:19 | 25:21 | 25:23 |       |       | 5000   |   |
| 04.02.2004 | 18:30 | GS Iraklis                     | 3:2   | Lube Banca Marche Macerata     | 25:14 | 24:26 | 25:16 | 19:25 | 15:10 | 2750   |   |

#### Grupa D
Tabela
| Lp. | Drużyna             | Pkt | Mecze | Mecze | Mecze | Sety | Sety | Sety  | Małe punkty | Małe punkty | Małe punkty |
| Lp. | Drużyna             | Pkt | M     | W     | P     | wyg. | prz. | ratio | zdob.       | str.        | ratio       |
| --- | ------------------- | --- | ----- | ----- | ----- | ---- | ---- | ----- | ----------- | ----------- | ----------- |
| 1   | Tours VB            | 11  | 6     | 5     | 1     | 16   | 6    | 2.667 | 516         | 464         | 1.112       |
| 2   | Iskra Odincowo      | 11  | 6     | 5     | 1     | 16   | 7    | 2.286 | 551         | 481         | 1.146       |
| 3   | VfB Friedrichshafen | 8   | 6     | 2     | 4     | 11   | 13   | 0.846 | 527         | 541         | 0.974       |
| 4   | ESS Falck Pärnu     | 6   | 6     | 0     | 6     | 1    | 18   | 0.056 | 365         | 473         | 0.772       |

Źródło: cev.lu
Zasady ustalania kolejności: 1. liczba zdobytych punktów; 2. wyższy stosunek setów; 3. wyższy stosunek małych punktów.
Punktacja: zwycięstwo – 2 pkt; porażka – 1 pkt
Wyniki spotkań
| Data       | Godz. | Drużyna 1           | Wynik | Drużyna 2           | 1     | 2     | 3     | 4     | 5     | Widzów | * |
| ---------- | ----- | ------------------- | ----- | ------------------- | ----- | ----- | ----- | ----- | ----- | ------ | - |
| 10.12.2003 | 19:00 | Iskra Odincowo      | 3:2   | VfB Friedrichshafen | 23:25 | 21:25 | 26:24 | 25:16 | 21:19 | 1200   |   |
| 11.12.2003 | 18:00 | ESS Falck Pärnu     | 0:3   | Tours VB            | 21:25 | 17:25 | 19:25 |       |       | 4000   |   |
|            |       |                     |       |                     |       |       |       |       |       |        |   |
| 16.12.2003 | 21:00 | Tours VB            | 3:1   | Iskra Odincowo      | 16:25 | 25:20 | 25:23 | 27:25 |       | 2500   |   |
| 17.12.2003 | 20:15 | VfB Friedrichshafen | 3:0   | ESS Falck Pärnu     | 30:28 | 25:21 | 25:13 |       |       | 2500   |   |
|            |       |                     |       |                     |       |       |       |       |       |        |   |
| 14.01.2004 | 19:00 | Iskra Odincowo      | 3:0   | ESS Falck Pärnu     | 25:14 | 25:20 | 25:17 |       |       | 1100   |   |
| 15.01.2004 | 20:15 | VfB Friedrichshafen | 2:3   | Tours VB            | 22:25 | 20:25 | 25:17 | 27:25 | 10:15 | 3500   |   |
|            |       |                     |       |                     |       |       |       |       |       |        |   |
| 20.01.2004 | 20:15 | Tours VB            | 3:0   | VfB Friedrichshafen | 25:19 | 25:23 | 25:16 |       |       | 3000   |   |
| 22.01.2004 | 18:00 | ESS Falck Pärnu     | 0:3   | Iskra Odincowo      | 18:25 | 19:25 | 17:25 |       |       | 2370   |   |
|            |       |                     |       |                     |       |       |       |       |       |        |   |
| 29.01.2004 | 18:00 | ESS Falck Pärnu     | 1:3   | VfB Friedrichshafen | 18:25 | 25:18 | 17:25 | 23:25 |       | 1970   |   |
| 29.01.2004 | 19:00 | Iskra Odincowo      | 3:1   | Tours VB            | 25:21 | 19:25 | 25:22 | 25:23 |       | 1200   |   |
|            |       |                     |       |                     |       |       |       |       |       |        |   |
| 04.02.2004 | 20:00 | Tours VB            | 3:0   | ESS Falck Pärnu     | 25:22 | 25:15 | 25:21 |       |       | 2800   |   |
| 04.02.2004 | 20:15 | VfB Friedrichshafen | 1:3   | Iskra Odincowo      | 22:25 | 17:25 | 25:23 | 19:25 |       | 2500   |   |

#### Grupa E
Tabela
| Lp. | Drużyna                          | Pkt | Mecze | Mecze | Mecze | Sety | Sety | Sety  | Małe punkty | Małe punkty | Małe punkty |
| Lp. | Drużyna                          | Pkt | M     | W     | P     | wyg. | prz. | ratio | zdob.       | str.        | ratio       |
| --- | -------------------------------- | --- | ----- | ----- | ----- | ---- | ---- | ----- | ----------- | ----------- | ----------- |
| 1   | Noliko Maaseik                   | 12  | 6     | 6     | 0     | 18   | 2    | 9.000 | 498         | 395         | 1.261       |
| 2   | aon hotVolleys Wiedeń            | 8   | 6     | 2     | 4     | 10   | 13   | 0.769 | 495         | 522         | 0.948       |
| 3   | Lewski Sikonko Sofia             | 8   | 6     | 2     | 4     | 8    | 14   | 0.571 | 473         | 517         | 0.915       |
| 4   | Mostostal-Azoty Kędzierzyn-Koźle | 8   | 6     | 2     | 4     | 8    | 15   | 0.533 | 512         | 544         | 0.941       |

Źródło: cev.lu
Zasady ustalania kolejności: 1. liczba zdobytych punktów; 2. wyższy stosunek setów; 3. wyższy stosunek małych punktów.
Punktacja: zwycięstwo – 2 pkt; porażka – 1 pkt
Wyniki spotkań
| Data       | Godz. | Drużyna 1                        | Wynik | Drużyna 2                        | 1     | 2     | 3     | 4     | 5     | Widzów | * |
| ---------- | ----- | -------------------------------- | ----- | -------------------------------- | ----- | ----- | ----- | ----- | ----- | ------ | - |
| 10.12.2003 | 20:30 | Noliko Maaseik                   | 3:0   | aon hotVolleys Wiedeń            | 25:15 | 25:12 | 25:22 |       |       | 4000   |   |
| 10.12.2003 | 16:40 | Mostostal-Azoty Kędzierzyn-Koźle | 3:1   | Lewski Sikonko Sofia             | 22:25 | 25:20 | 25:15 | 25:23 |       | 3100   |   |
|            |       |                                  |       |                                  |       |       |       |       |       |        |   |
| 18.12.2003 | 17:15 | Lewski Sikonko Sofia             | 1:3   | Noliko Maaseik                   | 22:25 | 25:19 | 18:25 | 15:25 |       | 1500   |   |
| 18.12.2003 | 20:15 | aon hotVolleys Wiedeń            | 3:1   | Mostostal-Azoty Kędzierzyn-Koźle | 25:17 | 21:25 | 25:23 | 25:21 |       | 1600   |   |
|            |       |                                  |       |                                  |       |       |       |       |       |        |   |
| 14.01.2004 | 20:30 | Noliko Maaseik                   | 3:0   | Mostostal-Azoty Kędzierzyn-Koźle | 31:29 | 25:20 | 25:21 |       |       | 3660   |   |
| 15.01.2004 | 20:15 | aon hotVolleys Wiedeń            | 3:0   | Lewski Sikonko Sofia             | 25:21 | 29:27 | 25:21 |       |       | 1800   |   |
|            |       |                                  |       |                                  |       |       |       |       |       |        |   |
| 20.01.2004 | 17:30 | Lewski Sikonko Sofia             | 3:2   | aon hotVolleys Wiedeń            | 25:22 | 25:23 | 23:25 | 19:25 | 15:8  | 500    |   |
| 21.01.2004 | 16:40 | Mostostal-Azoty Kędzierzyn-Koźle | 1:3   | Noliko Maaseik                   | 22:25 | 21:25 | 25:20 | 15:25 |       | 3000   |   |
|            |       |                                  |       |                                  |       |       |       |       |       |        |   |
| 28.01.2004 | 16:40 | Mostostal-Azoty Kędzierzyn-Koźle | 3:2   | aon hotVolleys Wiedeń            | 17:25 | 23:25 | 25:21 | 27:25 | 15:13 | 1300   |   |
| 28.01.2004 | 20:30 | Noliko Maaseik                   | 3:0   | Lewski Sikonko Sofia             | 25:16 | 25:22 | 25:16 |       |       | 3900   |   |
|            |       |                                  |       |                                  |       |       |       |       |       |        |   |
| 04.02.2004 | 17:30 | Lewski Sikonko Sofia             | 3:0   | Mostostal-Azoty Kędzierzyn-Koźle | 25:23 | 25:18 | 30:28 |       |       | 500    |   |
| 04.02.2004 | 20:15 | aon hotVolleys Wiedeń            | 0:3   | Noliko Maaseik                   | 22:25 | 11:25 | 26:28 |       |       | 1100   |   |

### Faza play-off
| Data       | Godz. | Drużyna 1      | Wynik | Drużyna 2      | 1     | 2     | 3     | 4     | 5     | Widzów | * |
| ---------- | ----- | -------------- | ----- | -------------- | ----- | ----- | ----- | ----- | ----- | ------ | - |
| 25.02.2004 | 19:30 | Paris Volley   | 3:1   | GS Iraklis     | 25:22 | 22:25 | 25:16 | 26:24 |       | 1000   |   |
| 03.03.2004 | 18:30 | Paris Volley   | 0:3   | GS Iraklis     | 22:25 | 14:25 | 23:25 |       |       | 2750   |   |
|            |       |                |       |                |       |       |       |       |       |        |   |
| 25.02.2004 | 20:30 | Noliko Maaseik | 0:3   | Iskra Odincowo | 20:25 | 20:25 | 23:25 |       |       | 4200   |   |
| 03.03.2004 | 19:00 | Noliko Maaseik | 0:3   | Iskra Odincowo | 20:25 | 27:29 | 22:25 |       |       | 1500   |   |
|            |       |                |       |                |       |       |       |       |       |        |   |
| 26.02.2004 | 20:30 | Sisley Treviso | 1:3   | Tours VB       | 21:25 | 28:26 | 21:25 | 21:25 |       | 900    |   |
| 03.03.2004 | 20:30 | Sisley Treviso | 3:2   | Tours VB       | 25:21 | 25:19 | 21:25 | 19:25 | 15:10 | 3500   |   |

### Final Four
|  | Półfinały | Półfinały                      | Półfinały |  |  | Finał             | Finał                          | Finał             |
|  |           |                                |           |  |  |                   |                                |                   |
|  | Rosja     | Iskra Odincowo                 | 3         |  |  |                   |                                |                   |
|  | Grecja    | GS Iraklis                     | 0         |  |  |                   |                                |                   |
|  |           |                                |           |  |  | Rosja             | Iskra Odincowo                 | 0                 |
|  |           |                                |           |  |  | Rosja             | Lokomotiw-Biełogorje Biełgorod | 3                 |
|  | Rosja     | Lokomotiw-Biełogorje Biełgorod | 3         |  |  |                   |                                |                   |
|  | Francja   | Tours VB                       | 0         |  |  | Mecz o 3. miejsce | Mecz o 3. miejsce              | Mecz o 3. miejsce |
|  |           |                                |           |  |  |                   |                                |                   |
|  |           |                                |           |  |  | Grecja            | GS Iraklis                     | 2                 |
|  |           |                                |           |  |  | Francja           | Tours VB                       | 3                 |

#### Półfinały
| Data       | Godz. | Drużyna 1                      | Wynik | Drużyna 2  | 1     | 2     | 3     | 4 | 5 | Widzów | * |
| ---------- | ----- | ------------------------------ | ----- | ---------- | ----- | ----- | ----- | - | - | ------ | - |
| 27.03.2004 | 16:00 | Iskra Odincowo                 | 3:0   | GS Iraklis | 25:22 | 25:22 | 25:23 |   |   | 4800   |   |
| 27.03.2004 | 19:30 | Lokomotiw-Biełogorje Biełgorod | 3:0   | Tours VB   | 25:20 | 25:16 | 25:17 |   |   | 5000   |   |

#### Mecz o 3. miejsce
| Data       | Godz. | Drużyna 1  | Wynik | Drużyna 2 | 1     | 2     | 3     | 4     | 5     | Widzów | * |
| ---------- | ----- | ---------- | ----- | --------- | ----- | ----- | ----- | ----- | ----- | ------ | - |
| 28.03.2004 | 16:00 | GS Iraklis | 2:3   | Tours VB  | 18:25 | 25:23 | 25:20 | 17:25 | 13:15 | 4900   |   |

#### Finał
| Data       | Godz. | Drużyna 1      | Wynik | Drużyna 2                      | 1     | 2     | 3     | 4 | 5 | Widzów | * |
| ---------- | ----- | -------------- | ----- | ------------------------------ | ----- | ----- | ----- | - | - | ------ | - |
| 28.03.2004 | 19:30 | Iskra Odincowo | 0:3   | Lokomotiw-Biełogorje Biełgorod | 21:25 | 19:25 | 15:25 |   |   | 5100   |   |

## Klasyfikacja końcowa
| Miejsce | Drużyna                        |
| ------- | ------------------------------ |
| 1       | Lokomotiw-Biełogorje Biełgorod |
| 2       | Iskra Odincowo                 |
| 3       | Tours VB                       |
| 4       | GS Iraklis                     |
| 5-7     | Noliko Maaseik                 |
| 5-7     | Paris Volley                   |
| 5-7     | Sisley Treviso                 |